# (23990) Springsteen
(23990) Springsteen est un astéroïde de la ceinture principale.

## Description
(23990) Springsteen est un astéroïde de la ceinture principale. Il fut découvert le 21 décembre 2008 par l'astronome et vulgarisateur scientifique Ian P. Griffin à Auckland. Il présente une orbite caractérisée par un demi-grand axe de 2,1972053 UA, une excentricité de 0,0584517 et une inclinaison de 2,56204° par rapport à l'écliptique.
Il fut nommé en l'honneur du chanteur et parolier Bruce Springsteen, né en 1949, dont la musique fut à l’origine d’un débat sociologique sur les États-Unis de la fin du XXe siècle. Le soir de la découverte de cet astéroïde, sa musique divertissait les observateurs du ciel.

## Compléments